# Kairos (reljef)
Kairos (grč. καιρός Kairós) jedno je od umetničkih dela iz zbirke Samostana i crkve Svetog Nikole u Trogiru u Hrvatskoj. Ovaj starogrčki reljef u kamenu, datiran u 4. vek. ili početak 3. veka. p. n. e. spada u red najvrednijih helenističkih mermernih reljefa sa likom božanstva Kairosa (boga sretnog trenutka), Smatra se delom umetnika nepoznate atinske radionice.

## Etimologija
Kairos je grčko ime koje potiče od reći koja znači „pravi trenutak” ili „Božje vreme”. Stari Grci su imali dva naziva za vreme — χρόνος chronos i καιρός kairos, pri čemu se prvi (Kron) odnosi na hronološko vreme, a drugi (kair) na period kad se nešto posebno dogodi — chronos je kvantitativni, a kairos kvalitativni prikaz vremena.

## Mitologija
Prema predanju Kairosa, uvek u letu, treba uhvatiti za kosu; i zato je prikazan sa čuperkom nad čelom, i bez kose na zatiljku, ali je to teško jer je on srećne prirode. Uz tu mitološko-religijsku denotaciju, tema Kairosa ima, svakako, i konotaciju estetske prirode. Veliki grčki vajar Lizip, koji je izradio bronzani kip Kairosa poznat iz književnih izvora, umeo je u tom delu izraziti novi umetnički ideal pokreta. Prema navodima Daliborke Kiković;
Britva ili mač — koga Kairos steže u ruci simbol je unutrašnje borbenosti i nepokolebljive volje pred kojima ne postoje zapreke. Drugim rečima, svaki put kada se čovek osmeli, kada se usudi da se suoči sa nečim novim, on postaje pobednik bez obzira da li je izgubio ili pobedio. Jer dobio je bitku najvredniju od svih – pobedio je samoga sebe, svoje strahove i svoja ograničenja. On tako postaje novi čovek, onaj koji je u stanju konstantne budnosti, spreman delovati, ne vezujući se za rezultate vlastitih dela.

Vaga koju Kairos drži u ruci — nosi uopšteni simbol trenutka kada su dve sile – sile Neba i Zemlje – u najpovoljnijem položaju. To je trenutak kada se Nebo spušta ka Zemlji, a ona uzdiže ka Nebu; kada čovek dobija Kairosov božanski blagoslov. Tada ne postoje granice.

### Epigram
Epigram grčkog pesnika Posidipa (poč. 3. veka p. n. e.) najpotpuniji je sačuvani izvor koji može pomoći da odgonetnemo Kairosovu zagonetnu pojavu. Epigram je pisan u formi dijaloga između posmatrača i same statue. U prevodu glasi otprilike ovako:
Odakle stiže kipar?
Sa Sikiona.
Njegovo ime?
Lizip.
A ti, tko si?
Kairos, ja prestižem sve.
Zašto hodaš na prstima?
Uvijek sam u žurbi.
Krila na stopalima, čak?
Od vjetra sam brži.
Zašto tako stežeš britvu desnom rukom?
Kako bi upozorio ljude da sam oštriji od oštrice britve.
Zašto ti pramen kose pada niz lice?
Nek' ga zgrabi svatko tko se nađe na mom putu
A straga, zašto si ćelav?
Ma koliko velika želja bila, onaj koga preletim uhvatit me neće.
Zbog čega te umjetnik stvorio?
Da podsjećam ljude, stranče! S ovog trijema, ja sam opomena svima.

## Opis reljefa iz Trogira
Sa delom sačuvanim krilima i ostacima vage i britve u ruci na reljefu iz Trogira prikazan je goli mladić koji se prepoznaje kao Kairos, božanstvo sretnog trenutka. Na ovom trogirskom reljefu (koji je po svoj prilici nastao po ugledu na Lizipova dela) modulacijom senke, isticanjem muskulature, psihičkim izrazom lica i kretanjem udova majstor ovog dela je ostvario utisak neuhvatljivih promena. Zbog toga što se u literaturi često pominje da upravo Kairos simbolizuje brze odluke koje je donosio Aleksandar Makedonski, smatra se da je Lisip, najpoznatiji kreator Kairosa, jer je bio vajar na Aleksandrovom dvoru.

## Istorijat reljefa
Reljef koji se datira u 4. vek ili u početak 3. veka p. n. e. i smatra se delom neke atinske radionice.
Neka novija istraživanja ovog reljefa pokazuju da nije nađen u Trogiru, već je u doba renesanse donesen verovatno iz Grčke. Naime Kairos je pronađen na tavanu kuće koja je nekada bila u vlasništvu porodice Stanošević (Statileo), koja je dala niz uglednih ljudi, povezanih s ugarsko-hrvatskim dvorom, svetskih putnika, pa se pretpostavlja da je možda neki od pripadnika tog roda nabavio reljef negde u svietu, najverovatnije u samoj Grčkoj.
Smatra se da je ovaj prikaz najmlađeg Zevsovog sina najsličniji bronzanoj statui Kairosa, koju je izrezbario Lisip. Kako, statua nije uspela da se sačuva u minulim vekovima danas je znamo jedino iz opisa u starim pisanim dokumentima. Prikazivala je boga srećnog trenutka kao mladića s krilima kako stoji na kugli sa britvom u ruci.
U kasnijem vremenu Kairosa su prikazivali kao mladića bujne, na temenu kratko podšišane kose, sa vagom u ruci. Smatralo se da Kairos budno motri trenutak u kojem će tasovi vage doći u ravnotežan, povoljan položaj — trenutak sreće.

## Literatura
- Celio-CEGA, F. (2005.), Svakidašnji život grada Trogira od sredine 18. do sredine 19. stoljeća, Split
- Celio-CEGA, F. (2007.), Kako su Trogir doživljavali pojedini putopisci i istraživači tijekom 19. stoljeća, Mogućnosti 10-12, 157—166
- Henrique F. Cairus e Wilson A. Ribeiro Jr., Textos hipocráticos: o doente, o médico e a doença, Fiocruz, pp. 221–222
- Michel Serres, O nascimento da física no texto de Lucrécio — Correntes e turbulências, Editora Unesp
- A ética, o caos e a felicidade. Por Eugênio Benito Júnior. Ide (São Paulo) vol.35 nº 54.São Paulo, julho de 2012 ISSN 0101-3106
- Mick Doherty, „Kairos: Layers of Meaning” (Dept of English, Texas Tech University)
- Jack London. „To Build a Fire.” Lost Face. New York: The Macmillan Company, 1910.
- Paolo Moreno, L'attimo fuggente in Archeo magazine (XXII, 10, 260), October 2006, pp. 114–117.
- R. B. Onians, The Origins of European Thought (Cambridge: Cambridge University Press, 1951), pp. 343–49
- Leonard Sweet, Missed Moments (Rev. Magazine Jan/Feb 2005), pp. 36
- E. C. White, Kaironomia: on the will to invent (Ithaca and London: Cornell University Press, 1987)
- Mark R Freier, „Kairos: In the Midst of Ordinary Time, Kairos Happen!”
- Frank Kermode, "Fictions, " in The Sense of an Ending: Studies in the Theory of Fiction (New York: Oxford University Press, 1967), pp. 46–52.
- Barbara Baert, Kairos or Occasion as Paradigm in the Visual Medium. Nachleben, Iconography, Hermeneutics (Leuven: Peeters, 2016)